# Sankt Georgs kyrka

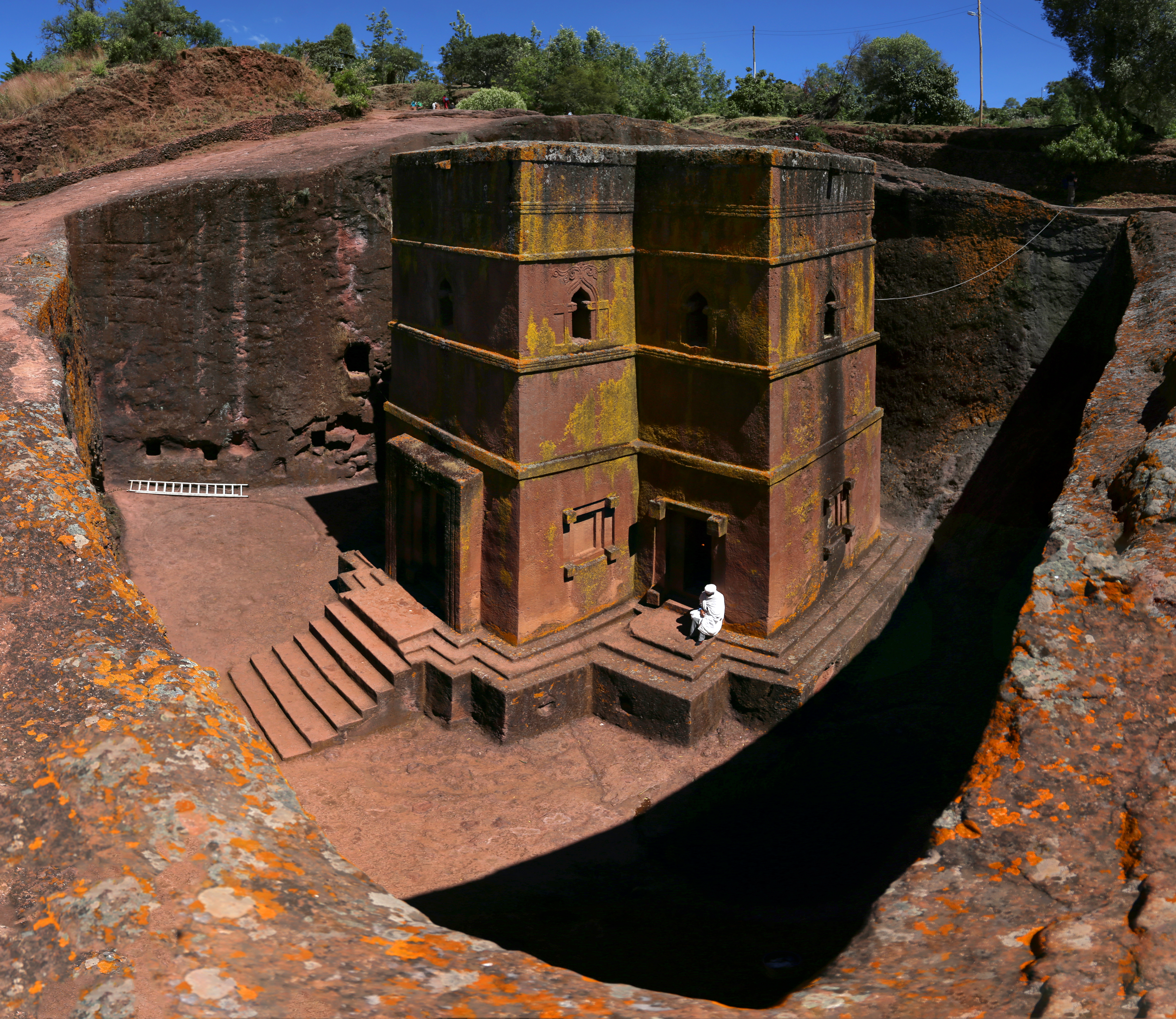
Sankt Georgs kyrka är huggen ur solitt berg i form av ett kors.

Sankt Georgs kyrka (amhariska: ቤተ ጊዮርጊስ Bete Giyorgis) är en av elva monolitiska kyrkor i Lalibela, en stad i Amhararegionen i norra Etiopien. Ursprungligen kallad Roha var den en historisk och religiös plats med namnet Lalibela, uppkallad efter kungen Gebre Mesqel Lalibela inom Zagwedynastin, som betraktades som ett helgon av etiopisk-ortodoxa kyrkan.

## Historik
Kyrkan var huggen ur en typ av kalksten som kallas tuff. Detta är det enda arkitektoniska material som används i konstruktionen. Den har daterats till slutet av 1100-talet eller tidigt 1200-talet och tros ha byggts under kung Gebre Mesqel Lalibela, som regerade i slutet av Zagwedynastin. Den är bland de mest kända och sist byggda av de elva kyrkorna i Lalibelaområdet, och har kallats "världens åttonde underverk". 
Lalibela, kung av Etiopien, försökte återskapa Jerusalem, och strukturerade kyrkornas landskap och religiösa platser på ett sådant sätt för att uppnå detta. Kyrkorna på Lalibela är grupperade i två huvudgrupper, en som representerar det jordiska Jerusalem, och en andra som representerar det himmelska Jerusalem. Beläget direkt mellan dem är en grop som representerar Jordanfloden och det finns en liten dopbassäng utanför kyrkan i en konstgjord grop.
Enligt etiopisk kulturhistoria byggdes Bete Giyorgis efter att kung Lalibela hade haft en uppenbarelse där han fick i uppdrag att konstruera kyrkan. Sankt Georg och Gud har båda uppgivits vara de som gav honom instruktioner. Lalibela är en vallfärdsort för medlemmar av den etiopisk-ortodoxa kyrkan. Kyrkan i sig själv är en del av Unescos världsarvslista "Bergshuggna kyrkor, Lalibela".